# کمال زعیم
کمال زعیم (انگلیسی: Kamel Zaiem؛ زادهٔ ۲۵ مهٔ ۱۹۸۳) بازیکن فوتبال اهل تونس است.
از باشگاه‌هایی که در آن بازی کرده‌است می‌توان به باشگاه فوتبال پارتیزان، باشگاه فوتبال بنزرتی، باشگاه ورزشی الخور، باشگاه فوتبال انپی، باشگاه فوتبال اسپرانس تونس، و باشگاه فوتبال صفاقسی اشاره کرد.
وی همچنین در تیم ملی فوتبال تونس بازی کرده‌است.